# Монте
Монте (исп. Monte) — пустыня в Аргентине, площадь 460 000 км². Пустыня Монте занимает обширную предандийскую область между 23 и 38° ю. ш. к востоку от Анд, на юге плавно переходя Патагонскую пустыню.

## География и климат
Среднегодовая температура колеблется от 13,4 °C до 17,5 °C. Количество осадков — от 80 до 300 мм в год.
Разграничения между пустыней Монте и пустынями Атакама и Патагонская пустыня не являются точными. Внешне эта пустыня очень похожа на Патагонскую пустыню, где вулканические осадки, предгорные равнины и нагромождения валунов дополняют пустынный пейзаж, что является результатом близости к древним разрушенным вулканам.
Благодаря области, лежащей на восточной, или подветренной стороне, стороне Анд, в пустыне очень мало дождей. Этот эффект дождевой тени является основной причиной сухости в регионе пустыни Монте и близлежащих пустынях. В отличие от пустынь Атакама и Патагонская эта пустыня не подвержена интенсивному эффекту от холодных течений вод южноамериканского побережья пустыни. Это привело к тому, что пустыня имеет большее количество разнообразных форм жизни, нежели две соседние пустыни.

## Флора и фауна
Флора региона является более разнообразной, чем в близлежащих пустынях Патагония (которая содержит в основном кустарники и травы) и Атакама (которая в значительной степени лишена жизни).
Фауна: мелкие млекопитающие (мыши), более крупные животные (гуанако), а также птицы (совы).